# Robert Wagner
Robert John Wagner Jr. (ur. 10 lutego 1930 w Detroit) – amerykański aktor i producent filmowy i telewizyjny.
16 lipca 2002 otrzymał własną gwiazdę w Alei Gwiazd w Los Angeles znajdującą się przy 7021 Hollywood Boulevard.

## Życiorys

### Wczesne lata
Syn operatorki telefonistki Hazel Alvera (z domu Boe) i handlarza stali Roberta Johna Wagnera sen., który pracował w Ford Motor Company. Jego dziadkowie urodzili się w Niemczech, a dziadkami ze strony matki byli Norwegowie. Miał siostrę Mary. Kiedy miał siedem lat wraz z rodziną przeniósł się do Los Angeles. W 1949 roku ukończył Santa Monica High School w Santa Monica.

### Kariera
We wczesnych latach swej młodości, odkryty został dla kina na polu golfowym przez Clarka Gable’a. Po nieudanym castingu do dramatu Teresa (1951) Freda Zinnemanna, był reprezentowany przez Alberta R. Broccoliego jako swojego agenta. Podjął pracę statysty dla 20th Century Fox. Swoją karierę na dużym ekranie rozpoczął od udziału w komedii Williama A. Wellmana Szczęśliwe lata (The Happy Years, 1950) i rolą kalekiego żołnierza w biograficznym dramacie muzycznym Z pieśnią w sercu (With a Song in My Heart, 1952) z Susan Hayward. Uznanie i pierwszą w karierze nominację do nagrody Złotego Globu przyniosła mu postać Williego Little’a w biograficznym musicalu Henry’ego Kostera Gwiazdy i pasy na zawsze (Stars and Stripes Forever, 1952) z Cliftonem Webbem. W 1954 roku był pierwszą osobą, która konno objeżdżała tereny Durango w historycznym westernie Białe pióro (White Feather, 1955), wkrótce w jego śladami podążył John Wayne, Kirk Douglas i Burt Lancaster.
Zdobył opinię cenionego aktora, występując w takich filmach jak: Titanic (1953), Śniegi w żałobie (The Mountain, 1956), Różowa pantera (The Pink Panther, 1963) jako ujmujący playboy, Płonący wieżowiec (The Towering Inferno, 1974), Bitwa o Midway (Midway, 1976) jako porucznik Ernest L. Blake, Smok – historia Bruce Lee (Dragon: The Bruce Lee Story, 1993) w roli producenta z Hollywood, który odkrył Bruce’a Lee, Kumpel do bicia (Play it to the Bone, 1999) jako promotor gali bokserskiej, wymuskany właściciel kasyna. Zabłysnął rolą zastępcy Doktora Evila, zwanego Numerem Drugim w trzech częściach komedii Austin Powers (Agent specjalnej troski, 1997; Szpieg, który nie umiera nigdy, 1999; Austin Powers i Złoty Członek, 2002).
W bogatym telewizyjnym dorobku Wagnera na szczególną uwagę zasługuje kreacja Alexandra Mundy’ego, przystojnego, uprzejmego, wyrafinowanego włamywacza w serialu Universal It Takes a Thief (1968–1970), nominowana w 1970 roku do nagród: Emmy i Złotego Globu. Jego aktorskim triumfem okazała się też rola szczęśliwego zamożnego małżonka Jonathana Harta, detektywa amatora w serialu Aarona Spellinga Hart to Hart (1979–1984), za którą był czterokrotnie nominowany do nagrody Złotego Globu. W 1980 roku odebrał nagrodę People’s Choice w kategorii Gwiazdor w Nowym Programie TV. Zagrał także w telewizyjnym filmie Hallmarku Fatalny błąd (Fatal Error, 1999) u boku Antonio Sabàto Juniora.

## Życie prywatne

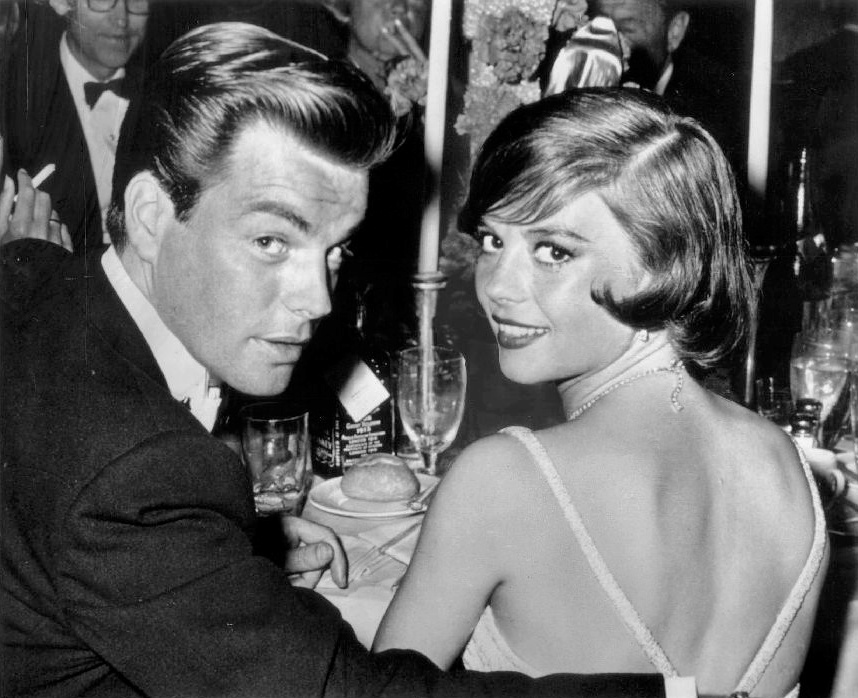
Wagner i Natalie Wood (1960)

W swoich wspomnieniach Wagner ujawnił, że spotykał się z Yvonne De Carlo, Marilyn Monroe, Debbie Reynolds, Joan Crawford, Lori Nelson, Shirley Anne Field, Anitą Ekberg, Barbarą Darrow (od września 1951 do marca 1956), Barbarą Stanwyck (1952−1956), Terry Moore (marzec 1953), Debrą Paget (maj 1953), Jean Peters (od października 1953 do kwietnia 1954), Anną Marią Alberghetti (kwiecień 1955), Susan Hayward (1956), Joan Collins (1957), Ritą Moreno (maj 1957), Sentą Berger (1967) i Elizabeth Taylor (1985).
28 grudnia 1957 ożenił się z 19-letnią aktorką Natalie Wood. Po rozwodzie, który miał miejsce 27 kwietnia 1962, prasa łączyła ją z każdym partnerem filmowym, w tym z Warrenem Beattym. Przyjaciele namówili Wagnera do wizyty u psychologa. 21 lipca 1963 Wagner poślubił swoją przyjaciółkę Marion Marshall Donen, z którą ma córkę Katherine (ur. 1964). Jednak osiem lat potem, 14 października 1971 doszło do rozwodu. Po rozwodzie oświadczył się córce Franka Sinatry – Tinie (1970–1972), ale do ślubu nie doszło, gdyż Wagner stwierdził, że wciąż nie może zapomnieć o swojej pierwszej żonie, Wood. Pobrali się ponownie 16 lipca 1972. Urodziła im się córka Courtney Brooke (ur. 9 marca 1974).
29 listopada 1981 Wood, Wagner i aktor Christopher Walken (z którym, jak głosi plotka, Wood miała romans na planie dreszczowca fantastycznonaukowego Douglasa Trumbulla Burza mózgów (Brainstorm, 1983)), relaksowali się w okolicach wyspy Catalina Island u wybrzeża Kalifornii na jachcie na Oceanie Spokojnym. Oprócz nich na pokładzie był jedynie szyper. Późnym wieczorem Wagner przybiegł do kapitana, informując, że jego małżonka „zniknęła”. Jej poszukiwania nie przyniosły rezultatu; na jachcie brakowało jednej z łodzi ratunkowych, uznano, że Wood spuściła ją na wodę, chcąc dopłynąć do brzegu. Następnego dnia znaleziono ciało aktorki, dryfujące w odległości ponad półtora kilometra od jachtu. Zmarła miała na sobie tylko szlafrok i skarpetki, a jej ciało nosiło ślady obrażeń. Jej śmierć uznano za „nieszczęśliwy wypadek”. Pierwsze śledztwo wykazało, że pijana aktorka wypadła za burtę i utonęła. W 2001 ukazała się biografia autorstwa Suzanne Finstad Natasha, która wykazała, że śledztwo było farsą i po wypadku w 1981 nikomu nie zależało na dotarciu do prawdy. Finstad w swojej książce ujawniła relację młodszej siostry Natalie, Lany, że w czerwcu 1961 22-letnia wówczas Natalie nakryła męża na gorącym uczynku z jego angielskim lokajem Davidem Cavendishem, a wkrótce po tym Wood i Wagner ogłosili separację i kilka miesięcy później wzięli rozwód. 10 lat po premierze książki i 30 latach od tragicznej śmierci Natalie Wood, władze zdecydowały się wznowić śledztwo, ponieważ „okoliczności wypadku gwiazdy są niejasne i wymagają doprecyzowania”. W 2011 Dennis Davern, kapitan jachtu, z którego wypadła Wood, oświadczył, że przed laty skłamał i zataił prawdę na prośbę ówczesnego męża Roberta Wagnera, a kłótnia Wood z mężem ostatecznie doprowadziła do jej śmierci. Jak wynika ze słów Daverna, na krótko przed jej zniknięciem zazdrosny Wagner ostro pokłócił się najpierw z Walkenem, a potem z Wood. Z kolei w wersji Wagnera, którą on opowiedział w opublikowanej w 2008 autobiografii Pieces of My Heart: A Life, aktor przyznał, że posprzeczał się z Walkenem, ale zaprzeczył, jakoby kłócił się z żoną. Sprawą zainteresowało się FBI, które w 2013 informowało o nowym wpisie do aktu zgonu. Zamiast „utonięcie” widnieje tam sformułowanie „utonięcie oraz inne nieokreślone czynniki”. Śledczy potwierdziły informacje z biografii, że na ciele aktorki były zadrapania i siniaki, mogące świadczyć o walce czy wręcz pobiciu.
W styczniu 1982 Wagner związał się z aktorką Jill St. John (z domu Oppenheim), z którą ożenił się 26 maja 1990.

## Filmografia

### Filmy fabularne
- 1954: Złamana lanca jako Joe Devereaux
- 1954: Niezłomny wiking jako książę Valiant
- 1956: A Kiss Before Dying jako Bud Corliss
- 1963: Różowa Pantera jako George Lytton
- 1974: Płonący wieżowiec jako Dan Bigelow
- 1976: Bitwa pod Midway jako Komandor podporucznik Ernest L. Blake
- 1979: Port lotniczy ’79 jako Kevin Harrison
- 1991: Majaki (Delirious) jako Jack Gates
- 1991: Płatny Morderca jako Ravan
- 1997: Austin Powers: Agent specjalnej troski jako Numer Dwa
- 1999: Austin Powers: Szpieg, który nie umiera nigdy jako Numer Dwa
- 2000: Projekt Merkury jako Gus Baker
- 2002: Austin Powers i Złoty Członek jako Numer Dwa
- 2007: Święta Dennisa Rozrabiaki jako pan Wilson

### Seriale telewizyjne
- 1968–1970: It Takes a Thief jako Alexander Mundy
- 1970–1971: The Name of the Game jako David Corey
- 1975–1978: Switch jako Pete T. Ryan
- 1979–1984: Hart to Hart jako Jonathan Hart
- 2004: Hope i Faith jako Jack Fairfield
- 2010–2016: Agenci NCIS jako Anthony DiNozzo Senior